# Kate Harbour
Kate Harbour (15 de abril de 1971 en Manchester, Noroeste de Inglaterra) es una actriz de voz inglesa conocida por prestar su voz a varios personajes en la serie infantil Bob el constructor. Es hija del también actor: Michael N. Harbour. 
También ha participado en otras series animadas como Lavender Castle y The Secret Show entre otras.
En 1999 colaboró en la producción del videojuego: Dungeon Keeper 2 donde le presta su voz a la tercera nemesis del juego. Otros trabajos destacados han sido anuncios televisivos y audiolibros.